# Memecylon ovatifolium
Memecylon ovatifolium är en tvåhjärtbladig växtart som först beskrevs av Jean Louis Marie Poiret, och fick sitt nu gällande namn av Gerald Ernest Wickens. Memecylon ovatifolium ingår i släktet Memecylon och familjen Melastomataceae. Inga underarter finns listade i Catalogue of Life.